# Академическая гребля на летних Олимпийских играх 1976 — двойки (мужчины)
Соревнования среди двоек распашных без рулевого по академической гребле среди мужчин на летних Олимпийских играх 1976 года прошли с 28 по 25 июля на гребном канале, расположенном на острове Нотр-Дам в Монреале. В соревновании приняли участие 30 спортсменов из 15 стран. Действующие олимпийские чемпионы из ГДР Зигфрид Брицке и Вольфганг Магер выступали в Монреале в турнире четвёрок.
В третий раз подряд в соревнованиях двоек распашных олимпийское золото завоевали гребцы из ГДР. Чемпионами стали братья Йорг и Бернд Ландфойгты, которые в 1972 году становились бронзовыми призёрами в восьмёрках. Серебряная награда досталась американским гребцам Кэлвину Коффи и Майку Стейнсу. Бронзовые награды выиграли представители ФРГ Петер ван Ройе и Томас Штраус.

## Призёры
| Золото                                 | Серебро                          | Бронза                              |
| ГДР · Йорг Ландфойгт · Бернд Ландфойгт | США · Кэлвин Коффи · Майк Стейнс | ФРГ · Петер ван Ройе · Томас Штраус |

## Рекорды
До начала летних Олимпийских игр 1976 года лучшее олимпийское время было следующим:
| Лучшее олимпийское время | Спортсмены                             | Время   | Место  | Дата            |
| ------------------------ | -------------------------------------- | ------- | ------ | --------------- |
| Лучшее олимпийское время | ГДР · Зигфрид Брицке · Вольфганг Магер | 6:53,16 | Мюнхен | 2 сентября 1972 |

По итогам соревнований Йорг и Бернд Ландфойгты превзошли рекордный результат на 20 секунд.

## Расписание
| Дата    | Время | Раунд                  |
| ------- | ----- | ---------------------- |
| 18 июля | 11:30 | Предварительные заезды |
| 20 июля | 10:30 | Отборочный заезд       |
| 23 июля | 11:00 | Полуфиналы             |
| 25 июля | 11:10 | Финалы                 |

## Результаты

### Предварительный этап
Первые три места из каждого заезда проходили в полуфинал соревнований. Все остальные спортсмены попадали в утешительные заезды, где были разыграны ещё три полуфинальных места.

#### Заезд 1
| Место | Спортсмены                       | Страна     | Время      | Отставание | Примечания |
| ----- | -------------------------------- | ---------- | ---------- | ---------- | ---------- |
| 1     | Йорг Ландфойгт Бернд Ландфойгт   | ГДР        | 6:49,19 OB | +0,00      | SF         |
| 2     | Кэлвин Коффи Майк Стейнс         | США        | 6:52,36    | +3,17      | SF         |
| 3     | Геннадий Кинко Тиит Хелмья       | СССР       | 6:55,57    | +6,38      | SF         |
| 4     | Ян ван дер Хорст Виллем Бусхотен | Нидерланды | 6:59,99    | +10,80     | R          |
| 5     | Ким Рёрбек Могерс Рассмусен      | Дания      | 7:46,75    | +57,56     | R          |

#### Заезд 2
| Место | Спортсмены                            | Страна       | Время   | Отставание | Примечания |
| ----- | ------------------------------------- | ------------ | ------- | ---------- | ---------- |
| 1     | Мирослав Кнапек Войтех Цаска          | Чехословакия | 6:56,50 | +0,00      | SF         |
| 2     | Альфонс Слюсарский Збигнев Слюсарский | Польша       | 6:58,98 | +2,48      | SF         |
| 3     | Лео Ахонен Кари Ханска                | Финляндия    | 7:02,62 | +6,12      | SF         |
| 4     | Брайан Лав Майк Нири                  | Канада       | 7:05,10 | +8,60      | R          |
| 5     | Иэн Люксфорд Крис Шиннерс             | Австралия    | 7:07,21 | +10,71     | R          |

#### Заезд 3
| Место | Спортсмены                      | Страна         | Время   | Отставание | Примечания |
| ----- | ------------------------------- | -------------- | ------- | ---------- | ---------- |
| 1     | Златко Челент Душко Мрдульяш    | Югославия      | 6:56,06 | +0,00      | SF         |
| 2     | Валентин Стоев Георгий Георгиев | Болгария       | 6:58,96 | +2,90      | SF         |
| 3     | Петер ван Ройе Томас Штраус     | ФРГ            | 7:01,52 | +5,46      | SF         |
| 4     | Дэвид Стардж Генри Клей         | Великобритания | 7:04,83 | +8,77      | R          |
| 5     | Гильермо Кампос Рауль Багаттини | Бразилия       | 8:00,64 | +1:04,58   | R          |

### Отборочный этап
Первые три экипажа проходили в полуфинал соревнований. Остальные сборные выбывали из борьбы за медали.
| Место | Спортсмены                       | Страна         | Время   | Отставание | Примечания |
| ----- | -------------------------------- | -------------- | ------- | ---------- | ---------- |
| 1     | Ян ван дер Хорст Виллем Бусхотен | Нидерланды     | 6:55,37 | +0,00      | SF         |
| 2     | Дэвид Стардж Генри Клей          | Великобритания | 6:56,12 | +0,75      | SF         |
| 3     | Брайан Лав Майк Нири             | Канада         | 6:56,91 | +1,54      | SF         |
| 4     | Иэн Люксфорд Крис Шиннерс        | Австралия      | 7:06,18 | +10,81     |            |
| 5     | Ким Рёрбек Могерс Рассмусен      | Дания          | 7:11,13 | +15,76     |            |
| 6     | Гильермо Кампос Рауль Багаттини  | Бразилия       | 7:22,32 | +26,85     |            |

### Полуфиналы
Первые три экипажа из каждого заезда проходили в финал соревнований. Все остальные спортсмены попадали в финал B, где разыгрывали места с 7-го по 12-е.

#### Заезд 1
| Место | Спортсмены                      | Страна       | Время      | Отставание | Примечания |
| ----- | ------------------------------- | ------------ | ---------- | ---------- | ---------- |
| 1     | Йорг Ландфойгт Бернд Ландфойгт  | ГДР          | 6:33,02 OB | +0,00      | FA         |
| 2     | Мирослав Кнапек Войтех Цаска    | Чехословакия | 6:33,14    | +0,12      | FA         |
| 3     | Валентин Стоев Георгий Георгиев | Болгария     | 6:33,23    | +0,21      | FA         |
| 4     | Лео Ахонен Кари Ханска          | Финляндия    | 6:35,53    | +2,51      | FB         |
| 5     | Брайан Лав Майк Нири            | Канада       | 6:45,05    | +12,03     | FB         |
| 6     | Геннадий Кинко Тиит Хелмья      | СССР         | 6:55,08    | +22,06     | FB         |

#### Заезд 2
| Место | Спортсмены                            | Страна         | Время   | Отставание | Примечания |
| ----- | ------------------------------------- | -------------- | ------- | ---------- | ---------- |
| 1     | Кэлвин Коффи Майк Стейнс              | США            | 6:33,25 | +0,00      | FA         |
| 2     | Златко Челент Душко Мрдульяш          | Югославия      | 6:34,18 | +0,93      | FA         |
| 3     | Петер ван Ройе Томас Штраус           | ФРГ            | 6:35,27 | +2,02      | FA         |
| 4     | Ян ван дер Хорст Виллем Бусхотен      | Нидерланды     | 6:36,84 | +3,59      | FB         |
| 5     | Альфонс Слюсарский Збигнев Слюсарский | Польша         | 6:44,64 | +11,39     | FB         |
| 6     | Дэвид Стардж Генри Клей               | Великобритания | 6:49,58 | +16,33     | FB         |

### Финалы

#### Финал B
| Место | Спортсмен                             | Страна         | Время   | Отставание | Итоговое место |
| ----- | ------------------------------------- | -------------- | ------- | ---------- | -------------- |
| 1     | Геннадий Кинко Тиит Хелмья            | СССР           | 7:26,27 | +0,00      | 7              |
| 2     | Лео Ахонен Кари Ханска                | Финляндия      | 7:29,09 | +2,82      | 8              |
| 3     | Брайан Лав Майк Нири                  | Канада         | 7:30,24 | +3,97      | 9              |
| 4     | Ян ван дер Хорст Виллем Бусхотен      | Нидерланды     | 7:31,40 | +5,13      | 10             |
| 5     | Альфонс Слюсарский Збигнев Слюсарский | Польша         | 7:35,53 | +9,26      | 11             |
| 6     | Дэвид Стардж Генри Клей               | Великобритания | 7:36,12 | +9,85      | 12             |

#### Финал А
Главными фаворитами олимпийского турнира являлись действующие чемпионы мира гребцы из ГДР братья Бернд и Йорг Ландфойгты.
В финальном заезде Ландфойгты с самого старта смогли создать весомый задел над соперниками. Из-за погодных условий скорость гребли была заметно ниже, чем в поуфильных заездах, когда сразу несколько экипажей смогли превзойти лучшее олимпийское время. По ходу решающего заезда между всеми экипажами создавался задел, в результате чего на финише между каждой парой гребцов был разрыв в 3 и более секунды. Олимпийскими чемпионами стали братья Ландфойгты, серебро завоевали гребцы из США Кэлвин Коффи и Майк Стейнс, а бронза досталась спортсменам из ФРГ Петеру ван Ройе и Томасу Штраусу.
| Место | Спортсмен                       | Страна       | Время   | Отставание |
| ----- | ------------------------------- | ------------ | ------- | ---------- |
| 1     | Йорг Ландфойгт Бернд Ландфойгт  | ГДР          | 7:23,31 | +0,00      |
| 2     | Кэлвин Коффи Майк Стейнс        | США          | 7:26,73 | +3,42      |
| 3     | Петер ван Ройе Томас Штраус     | ФРГ          | 7:30,03 | +6,72      |
| 4     | Златко Челент Душко Мрдульяш    | Югославия    | 7:34,17 | +10,86     |
| 5     | Валентин Стоев Георгий Георгиев | Болгария     | 7:37,42 | +14,11     |
| 6     | Мирослав Кнапек Войтех Цаска    | Чехословакия | 7:51,06 | +17,75     |